# Bataille de Tabora
La bataille de Tabora est un combat qui s'est déroulé à Tabora, capitale administrative de l'Afrique orientale allemande (aujourd'hui en Tanzanie) entre les forces de l'Empire allemand et les forces congolaises de l'Empire colonial belge.

## Contexte
À la fin du XIXe siècle, l’Allemagne souhaite avoir des colonies en Afrique centrale et orientale comprenant le Cameroun allemand, le Congo français, le Congo belge et l’Angola. Le but est de créer une seule grande colonie la “Deutsche-Mittelafrika”.  
En 1885, les colonies allemandes se voient attribuer ledit nom à la Conférence donnée à Berlin. En 1905, l’Allemagne commence à construire un chemin de fer, le Tanganijkabahn, qui relie Dar es Salaam à Kigoma, tout en traversant la ville de Tabora, qui devient alors, outre une plaque tournante commerciale, un des principaux centres administratifs au sein des colonies allemandes. 
Plusieurs territoires du continent africain sont impliqués dans la Première Guerre mondiale de par leur titre de colonie. En effet, aux frontières du Congo, il y a des attaques dirigées par les colonies allemandes issues du Ruanda et du Burundi. À cause de ces assauts, la Belgique forme une armée appelée la Force publique. Cette dernière parvient à refouler l’offensive des Allemands. La Belgique poursuit, aux côtés des troupes britanniques, l’attaque contre les colonies allemandes en Afrique orientale et  s’empare du Ruanda et du Burundi sous le commandement du général Charles Tombeur. 
En 1916, les Belges et les Britanniques concluent un accord pour préparer une « offensive contre l’Afrique orientale allemande » avec l’intention de « gagner la maîtrise du lac Tanganyika, éloigner l’ennemi des frontières, et occuper une partie de la colonie allemande ». Les troupes belges et britanniques sont prêtes en avril 1916. L’armée belge, suivant les instructions du général Tombeur, se dirige vers la ville de Tabora. La bataille se déroule du 8 septembre 1916 au 19 septembre 1916. 
 

## Déroulement
Charles Tombeur a sous son commandement trois brigades dont une utilisée pour la défense. Il ordonne aux autres brigades (brigade du sud et brigade du nord) d’avancer concentriquement sur Tabora. Le but est de conquérir le terrain jusqu’au Lac Victoria. La brigade belge du sud, commandée par le lieutenant-colonel Frederik Olsen, est composée des 8 000 soldats de la Force publique. Il y a aussi 5000 porteurs et 100 chariots à bœufs, prêtés par l’armée anglaise.  Les troupes mobiles du lac Tanganyika protègent leur flanc droit. Après plusieurs mois de marche, parcourant quatre cents kilomètres dans la jungle en étant dépourvue d'eau et de vivres, la brigade rejoint la ville stratégique de Tabora, en évitant le combat et en suivant le chemin de fer Tanganyika (Tanganjikabahn). Tabora a été détruite auparavant par les Allemands lors de leur retraite à l’est. Cette ville est construite sur une plaine entourée de collines, sur lesquelles les Allemands, sous le commandement du major-général Kurt Wahle (de), ont construit leurs défenses notamment en y plaçant leur artillerie.  

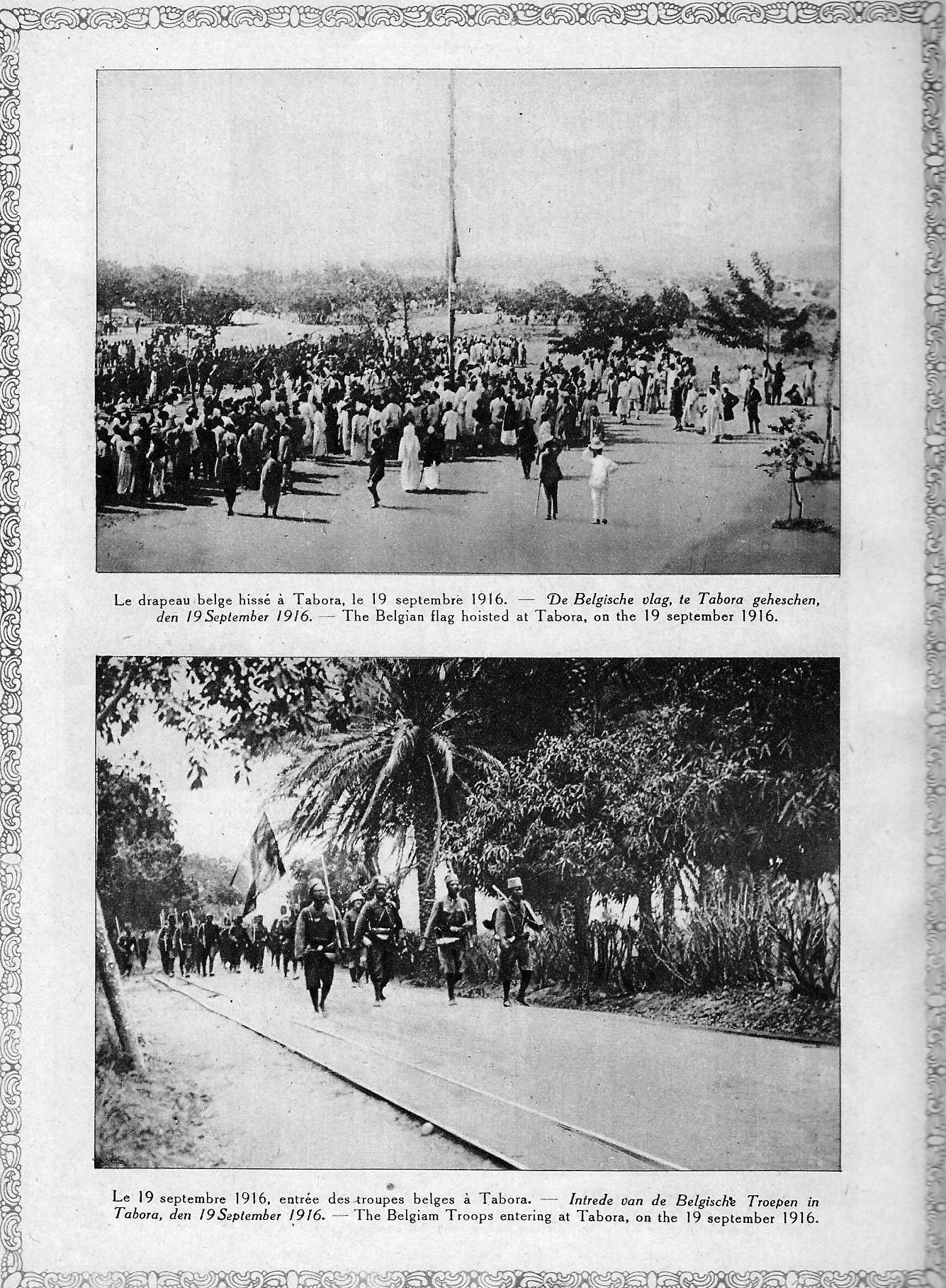
L'entrée de l'armée belge dans la ville de Tabora

### 31 août - 10 septembre 1916
Le 31 août 1916, l’avant-garde de la brigade du sud de la Force publique du Congo, sous le commandement du capitaine Olaf Svihus, prend le contrôle de la gare allemande à Usoke.  
Le général Wahle (de) lance deux contre-attaques, repoussées par les offensives de la Force publique : celle du 2 au 3 septembre et ensuite, le 7 septembre, par les bombardements de la gare avec un canon naval monté sur l’un des wagons de chemin de fer,, provoquant de lourdes pertes du côté belge. 
Après la destruction des forces des Schutztruppen allemands, les forces belgo-congolaises de la brigade sud avancent pour atteindre les défenses allemandes à Lulanguru. Les combats contre lesdites défenses ont lieu du 8 au 12 septembre. 
Après plusieurs batailles, la brigade du nord, dirigée par le colonel Molitor et couverte de l’aile gauche par la brigade anglaise du général Charles Preston Crewe, arrive le 10 septembre à l’Itaga. Un combat lourd s’ensuit. 

### 16 septembre - 19 septembre 1916
Le 16 septembre, les Allemands interceptent une lettre à destination du colonel Molitor, indiquant que la jonction des brigades est prévue pour le 19 septembre. L'armée allemande se retire au sud-est, dans une formation de trois colonnes. Une délégation des autorités civiles de Tabora présente le drapeau blanc afin de parlementer. Le 18 septembre 1916, les soldats allemands évacuent pendant la nuit et la ville capitule le 19 septembre 1916. 

## Acteurs de guerre

### Les Allemands
Le général von Lettow-Vorbeck et ses troupes essayent de conserver la souveraineté allemande dans leurs colonies . Ce général réussit à esquiver l’encerclement, étant attaqué dans le Nord par les Anglais et dans le Sud par les Portugais. Les Anglais portent alors tous leurs efforts sur Von Lettow. Ce dernier prouve aux coloniaux son énergie ainsi que sa persévérance, continuant la lutte jusqu’au jour de l’Armistice. 

### Les Belges
La Force Publique se compose de membres clefs : le lieutenant-colonel Frederik Olsen, le colonel Philippe Molitor et le lieutenant-colonel Georges Moulaert et le commandant en chef Charles Tombeur. 
Moulaert  mène le bataillon Tanganyika. 
Molitor gère la brigade du nord, commençant son offensive au nord du lac Kivu. Elle devait être aux côtés des Britanniques du général Sir C. Crewe mais ces derniers ont subi un incident qui a ralenti leur avancement.  
Olsen, officier danois qui a fait ses armes sous le drapeau de l'État indépendant du Congo puis du Congo belge, dirige la brigade du sud qui intervient sur le territoire entre le lac Kivu et le lac Tanganyika. L'avant-garde de la brigade sud est sous le commandement du capitaine Henri-Aloïs Pieren. Pieren part le 27 février 1911 au Congo en tant qu’officier de la Force publique. Il  devient capitaine le 1er juillet 1916. Placé à l'avant-garde de la brigade du sud, il reçoit des représentants de Tabora la capitulation de leur ville. Lors  de son combat en Afrique, Pieren reçoit de nombreuses médailles. 
Charles Tombeur est le commandant en chef de la Force publique. Il est né en 1867 dans la province de Liège. À ses 16 ans, il entre  dans l’armée métropolitaine où il prendra plus tard la fonction de professeur à l’École militaire. En 1902, Tombeur rejoint l’État indépendant du Congo afin de contribuer à la gestion administrative du territoire. Il y occupe des postes de plus en plus importants jusqu'à être nommé gouverneur de la Province du Katanga, connue pour ses grandes richesses. Afin de conscientiser les esprits belges, Tombeur écrit « des essais militaires sur les campagnes coloniales africaines ».  

## Bilan
À la suite de la capitulation des Allemands, les Belges arrivent dans la ville et  sortent de l’internement des prisonniers de guerre de diverses nationalités : 100 Anglais, 47 Italiens, 9 Belges, 3 Français ainsi que 35 autres soldats.  
Concernant les pertes dans le camp belge, la bataille de Tabora leur fait perdre 150 soldats, 3 officiers et un nombre imprécis de porteurs.   
Quant aux Allemands, leurs troupes dirigées par le général Wahle ayant délaissé la ville de Tabora, les pertes sont moindres. Cette fuite est signalée par le ministre belge des Colonies. Ce dernier stipule également dans un autre document datant du mois d’octobre 1916 : « l’ennemi est moins abattu qu’on pouvait l’espérer, il manifeste une grande activité, crée de nouveaux points d’appui ».  

## Conséquences
Les Belges, avec la Force publique, conquièrent la dernière colonie allemande et bénéficient dès lors « d’une tête de pont » pour entreprendre de nouvelles offensives. Les Belges et l’armée coloniale anglaise acquièrent ainsi le Ruanda, le Burundi et une partie du Tanganyika. Les Allemands, se rendant compte que les Alliés ont pris possession d’une ville stratégique, attaquent le reste du territoire. À la suite de ces offensives allemandes, une campagne est élaborée au sud-ouest de la ville de Tabora dont le commandement est confié au lieutenant-colonel Armand Huyghé de Mahenge.
Diverses plaintes voient également le jour sur la manière dont la Force publique agit lors de la conquête de l’Afrique orientale allemande. 
L’économie congolaise se porte mal en raison des combats. De nombreux porteurs africains, ayant trouvé la mort, sont des travailleurs congolais. Cette mortalité est si conséquente que le Ministre belge des colonies ordonne, dans une lettre du 21 septembre, l’interdiction de recruter des porteurs congolais. Il préconise d’aller les recruter dans les pays occupés et cet ordre implique donc une recherche de porteurs notamment dans le Tanganyika. La Force publique reprend les systèmes de recrutement du Congo pour les pays occupés: « on impose un quota d’hommes à fournir aux chefs locaux, qui obligent pour leur part un nombre de locaux à se présenter aux autorités militaires ». 

## Lieux de mémoire

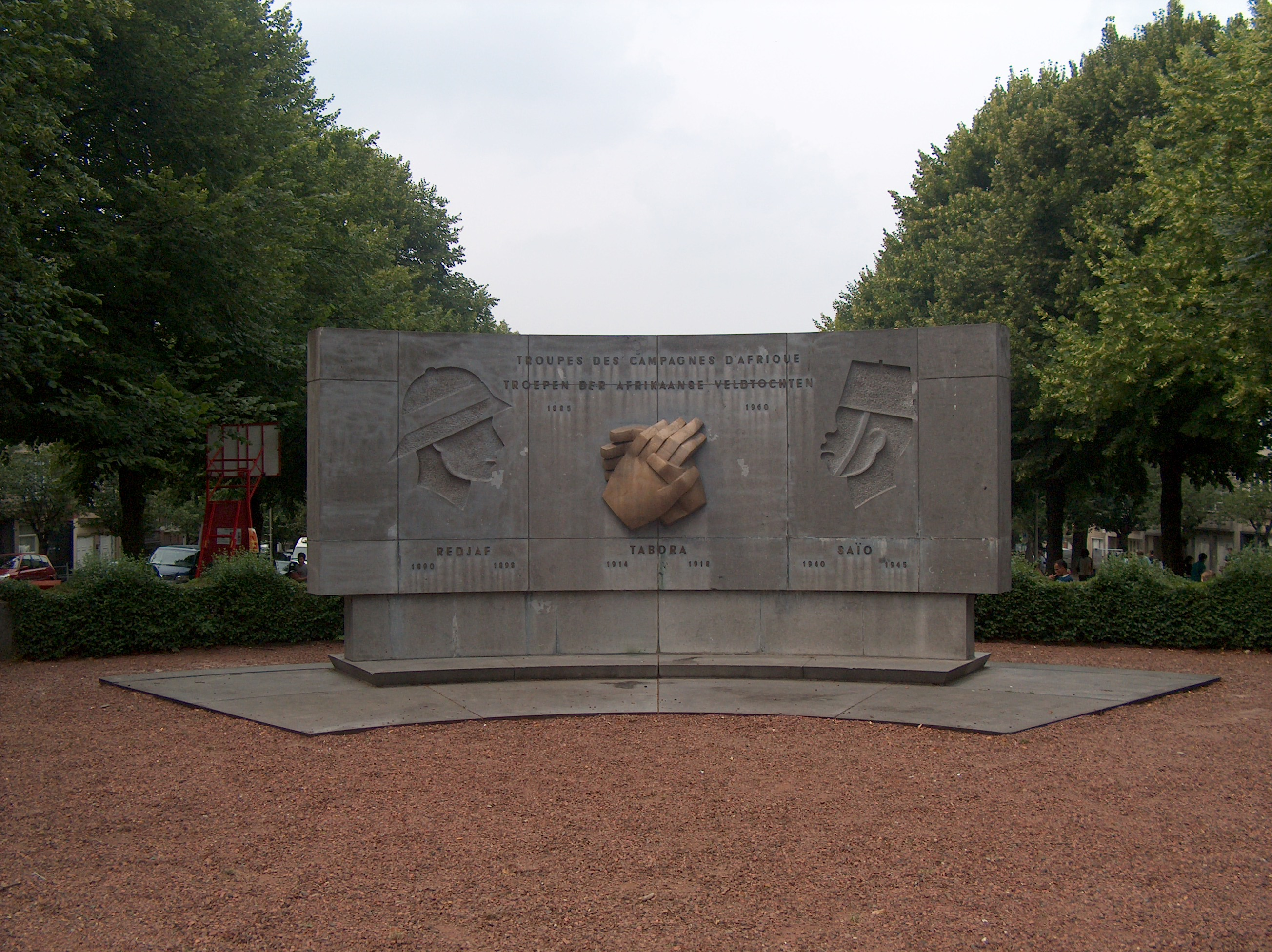
Monument à l'avenue Huart Hamoir à Bruxelles

- À l’initiative d’URFRACOL (Union Royale des Fraternelles Coloniales)[27], Willy Kreitz érige, en 1970, à l'avenue Huart Hamoir à Bruxelles, un monument destiné aux troupes belges en Afrique. Entouré de neuf bornes en pierre bleue, il  rappelle douze batailles et campagnes de la Force Publique, notamment celle de Tabora[28]. Il est également possible de trouver la rue du général Tombeur[29] (rebaptisée ainsi en 1937) et un mémorial en bronze du général Tombeur, créé par Jacques Marin, inauguré le 24 juin 1951[30].

- Dans le centre-ville de Bruxelles se trouve la Rue de Tabora. Elle longe l'église St Nicolas.

- À Namur, Tabora a donné son nom à une Avenue le long de la Sambre, ainsi qu'à un centre sportif[31] à Salzinnes.

- À Arlon, se trouve une plaque de commémoration du général Philippe Molitor[32].
- À Ostende, se trouve Taboralaan.
- À Kinshasa, se trouve l'avenue de Tabora.
- Au Congo est construit, en 1930, un monument pour honorer les soldats tués[33].

## Actualité médiatique
Selon la vision des Belges, la prise de Tabora représente  la vengeance par rapport à la honte que les Allemands ont infligée depuis l’invasion. Dès lors, la chute de la ville génère une couverture médiatique importante. 
Lors de la cérémonie du 100e anniversaire de l’Armistice de la Première Guerre mondiale, tous les drapeaux des principaux acteurs de guerre figuraient sauf celui du Congo. En conséquence, “l’ASBL Bakushinta” organise une exposition afin de mettre en valeur l’effort des soldats congolais. 